# Maria Zuba
Maria Zuba (Suchedniów; 6 de Abril de 1951) é uma política da Polónia. Ela foi eleita para a Sejm em 25 de Setembro de 2005 com 3397 votos em 33 no distrito de Kielce, candidata pelas listas do partido Prawo i Sprawiedliwość.